# Halina Safarewiczowa
Halina Safarewiczowa (ur. 5 lipca 1904 w Grybiszkach w b. powiecie brasławskim, zm. 28 listopada 1980 w Krakowie) – polska filolog, językoznawca, rusycystka i polonistka. Profesor Uniwersytetu Jagiellońskiego.

## Życiorys
Urodziła się w pobliżu Wilna. Do szkół średnich uczęszczała w Twerze (tam wraz z rodziną ewakuowała się w czasie I wojny światowej) oraz w Wilnie. Studiowała polonistykę na Uniwersytecie Stefana Batorego (1927–1931). Jeszcze w trakcie studiów została zatrudniona w macierzystej uczelni w Katedrze Językoznawstwa Indoeuropejskiego. Rozprawę doktorską O pochodzeniu i użyciu wyrazów jeśli, jeżeli w języku polskim napisała i obroniła pod kierunkiem prof. Jana Otrębskiego (1937).
W 1945 rozpoczęła pracę na Uniwersytecie Jagiellońskim, najpierw jako starszy asystent w Katedrze Filologii Słowiańskiej (1945–1948), następnie lektor języka rosyjskiego (1948–1954) i wykładowca w Katedrze Historii Literatury Rosyjskiej, kierowanej przez Wiktora Jakubowskiego (od 1950). W 1954 uzyskała tytuł zastępcy profesora, w 1955 – docenta, nadany przez Radę Państwa. W 1955 objęła kierownictwo Zakładu Języków Wschodniosłowiańskich. W latach 1967–1969 stała na czele Katedry Filologii Rosyjskiej UJ. W 1971 otrzymała tytuł profesora. Była promotorem 4 doktoratów (m.in. późniejszych profesorów Uniwersytetu Pedagogicznego w Krakowie Ludwiki Jochym-Kuszlikowej i Teresy Żeberek, profesora Uniwersytetu Śląskiego Władysława Kryzi). W 1974 przeszła na emeryturę.
Zainteresowania naukowe Haliny Safarewiczowej obejmowały językoznawstwo polonistyczne i rusycystyczne, zarówno synchroniczne, jak i diachroniczne.

## Wybrane publikacje
- O pochodzeniu i użyciu wyrazów jeśli, jeżeli w języku polskim, Wilno: Koło Polonistów Słuchaczów Uniwersytetu St. Batorego, 1937.
- Nazwy miejscowe typu Mroczkowizna, Klimontowszczyzna, Wrocław: Zakład Narodowy im. Ossolińskich – Wydawnictwo PAN, 1956.
- Oboczność я имею i у меня есть w języku rosyjskim dziś i dawniej , Wrocław: Zakład Narodowy im. Ossolińskich – Wydawnictwo PAN, 1964.
- Forma dopełnienia bliższego w rosyjskim zdaniu zaprzeczonym, „Slavia Orientalis”, t. VIII (1959), s. 77–109, cz. II: Wiek XIX, t. IX (1960), s. 69–137.
- Język rosyjski, seria „Nauka dla Wszystkich”, nr 40, Kraków: Państwowe Wydawnictwo Naukowe, 1967.
- Polszczyzna XVIII wieku w podręczniku gramatyki polskiej M. Siemiginowskiego (Kijów 1791), Wrocław: Zakład Narodowy im. Ossolińskich, 1971.

## Życie prywatne
Była córką Władysława i Jadwigi Szczepowskich.
Matka prof. Haliny Krzanowskiej (z pierwszego małżeństwa – z Kazimierzem Datką).
Wraz z drugim mężem prof. Janem Safarewiczem (ślub 19 lipca 1932) przeniosła się z Wilna do Krakowa. Tam przeżyła okupację, pracując jako karmicielka wszy w zakładzie szczepionek prof. Odona Bujwida.
Zmarła w Krakowie 28 listopada 1980 i została pochowana na cmentarzu Rakowickim.